# Dépannage hydraulique
Le dépannage des installations et des systèmes hydrauliques (centrales et groupes, presses, moteurs, pompes, vérins, distributeurs, etc.) est un processus qui nécessite de la méthode et une analyse.
Un dépanneur hydraulique étudie la panne dans son environnement. Cette phase d'étude permet de comprendre le fonctionnement d'une installation en prenant en compte son utilisation.

## Connaissances à maîtriser
Pour dépanner les installations et les systèmes hydrauliques, des connaissances en mécanique sont nécessaires :
- les techniques d'entraînement, de roulement, de guidage,
- les divers types de circuits et schémas hydrauliques,
- les matériaux (aciers, alliages, traitements thermiques, matériaux non-ferreux),
- les techniques d'enlèvement de matière (usinage, tournage, fraisage, rectification, rodage, glaçage, grattage),
- les techniques d'apport de matière (métallisation, soudure) et les métaux d'apport,
- les produits chimiques, les colles,
- les techniques d'assemblage (mécanique, par soudure, par agrafage)[1].

Une précision parfaite est nécessaire, le micromètre est couramment approché, surtout lors de l'appairage de pièces.

## Outils à posséder
De nombreux outils sont nécessaires, que ce soit pour le contrôle ou pour les mesures. Ils sont de tous types et de toutes formes, capables d'aller dans les recoins (micromètre ou palmer, comparateur). Ils varient également en fonction des modèles de moteur ou de pompe hydraulique.